# Конная железная дорога Ческе-Будеёвице — Линц

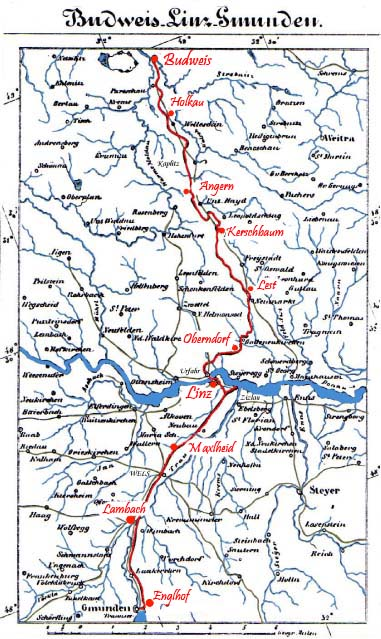
Карта дороги со станциями

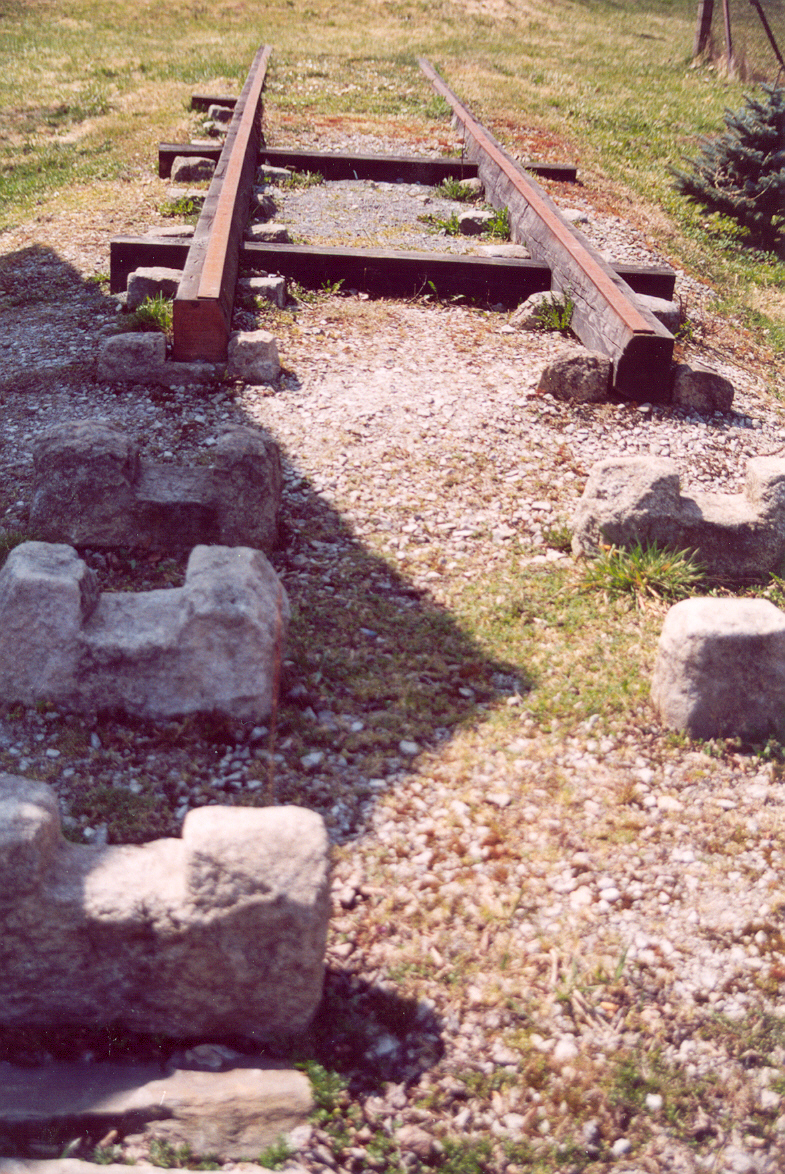
Часть пути линцко-будеёвицкой конно-железной дороги с путями из железных полос, закреплённых стропилами. Путь положен на каменных блоках.

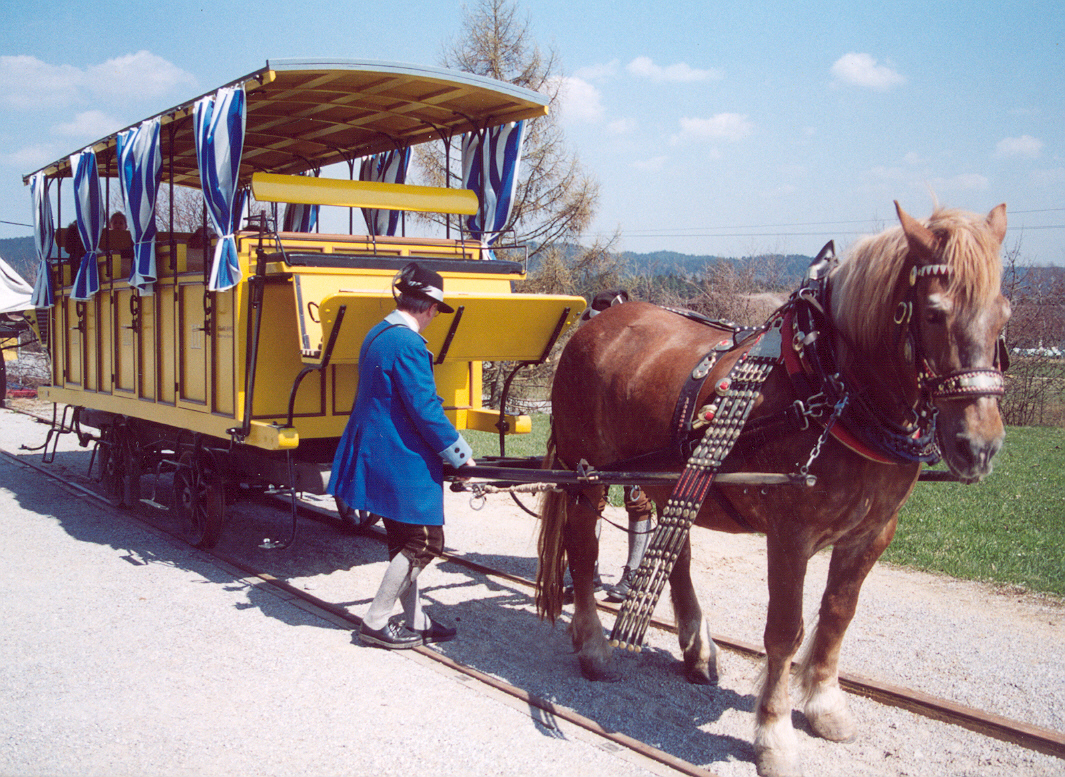
Восстановленный вагон Линцко-Будеёвицкой дороги на восстановленном участке в Австрии длиной 500 метров

Конно-железная дорога Ческе-Будеёвице — Линц была первой конно-железной дорогой (разг. конкой) на европейском континенте, введённой в эксплуатацию в 1827–1836 годах по трассе Ческе-Будеёвице – Линц – Гмунден. Служила в основном для перевозки грузов, таких, как поваренная соль с соляных шахт Зальцкаммергут (Salzkammergut) Верхней Австрии в Чехию.
Линия стала первой, построенной под руководством чешского (австрийского) инженера Франца Антона фон Герстнера, вскоре приглашённого в Россию, спроектировавшего и построившего первую российскую железнодорожную линию из Санкт-Петербурга в Царское Село.

Памятник Герстнеру как строителю Царскосельской железной дороги на Витебском вокзале в Санкт-Петербурге

## Планы соединения Влтавы с Дунаем
Планы связи для перевозки грузов  рек Влтавы и Дуная предлагались ещё со времён Карла IV., обсуждались подробно ещё ранее времён Лотара Фогемонте, в начале XVIII столетия.
Разрабатывались предложения с тремя различными трассами каналов, к реализации которых так и не приступали ни во время правления Иосифа I Габбсбурга, ни даже при его преемнике  Карле VI.
В течение XVIII столетия предлагались очередные проекты (Альберт из Штендаля, 1768, Вальхер), однако только Йозеф Розенауер смог построить Шванцербергский канал. Однако канал этот был пригоден разве что для сплава леса.
Вопрос о соединении между реками Влтавой и Дунаем оживился ввиду успешной постройки судоходного канала Франца между Дунаем и Тисой. Ее строитель Ян Йонас (Jan Jonas), рыцарь из Фрайенвальде (Freyenwalde), стимулировал создание в 1807 г. частного Чешского гидротехнического общества, техническим директором которого был избран Франц Йозеф Герстнер. Сперва он с комиссией прошел всю территорию, по которой предполагалось проложить  будущий канал.
Затем на общем собрании членов общества, 31 марта 1808 года он предложил вместо канала построить железную дорогу. Однако это предложение тогда не удалось реализовать. Эта идея Герстнера получила дальнейшее развитие в трактате Чешского Королевского  научного общества в 1813 году, но следующий шаг был сделан только в 1819 году, когда Герстнер сумел обратить на него внимание графа Филиппа Шталя, главы коммерческой канцелярии двора Австрии. Австрия в том же году заключила с девятью другими государствами Соглашение о свободе навигации по Эльбе, в текст которого  было включено предложение о соединении Эльбы и Дуная каналом либо железной дорогой.

## Строительство
За реализацию проекта взялся сын Герстнера Франц Антон Герстнер, профессор Венского политехнического института. 7 сентября 1824 года он получил привилегию на строительство и эксплуатацию «железной дороги» от Ческе-Будеёвице до Линца на срок пятьдесят лет.
Герстнер приступил к реализации этой привилегии весной 1825 г.; первое привилегированное общество и стало первой железнодорожной компанией, которая ввела в эксплуатацию строившуюся дорогу и где Герстнер был руководителем строительства. Летом 1825 года началось строительство 64-километровой секции от Ческе-Будеёвице до станции Кершбаум (недалеко от границы). Строительные работы продвигались быстро, потому уже в сентябре 1827 года стал возможен пуск опытного движения между станциями Будеёвице и Леопольдшлаг. Годом позднее, 30 сентября 1828 года начались регулярные (сначала только грузовые) перевозки.
Поскольку строительство оказалось более дорогим, чем изначально предполагалось, то пришлось искать более экономичное решение, отчасти пожертвовав первоначально предложенным проектом. Это стало причиной того, что Ф.А. Герстнер передал свои функции Маттиасу фон Шёнереру. Дорога была построена, однако позднее трасса была признана непригодной, в основном из-за очень малых радиусов кривых..
Перевозки по железной дороге между Ческе-Будеёвице и Линцем (третьей на европейском континенте) были начаты 1 августа 1832 года..

## Перевозка
Вагоны выезжали из предместья Будеёвиц. На трассе длиной 128,7 км имелось 10 станций, из которых 6 были «перепряжными», где менялись конные упряжки. Возле трассы была размещена охрана в 52 караулках; в сервисе было задействовано 800 коней, 762 грузовых и 69 пассажирских вагонов. Грузы - соль или лес - по линии перевозились круглогодично. Однако пассажирские перевозки были возможны только в летний период.
Пассажирские вагоны напоминали дилижансы с числом мест от шести до 24 в первом и втором классах. Путь занимал 14 часов. Вагоны отправлялись регулярно в пять часов утра, a скрещение поездов происходило у верхне-австрийского Кершбаума.

## Конструкция верхнего строения пути
Верхнее строение пути несколько отличалось от принятого на современных линиях. На шпалы, отстоявшие друг от друга на одну сажень (1,896 м)  были установлены продольные балки (стропила), а на них в свою очередь - железные рельсы 3-метровой длины. Ширина колеи составляла 1106 мм. Шпалы укладывались на каменных блоках U-образного профиля, независимых для каждого рельса колеи.

## Подвижной состав
Первые пассажирские поезда все еще выглядели как кареты, запряжённые лошадью австрийской норикийской (пинцгауской) породы.

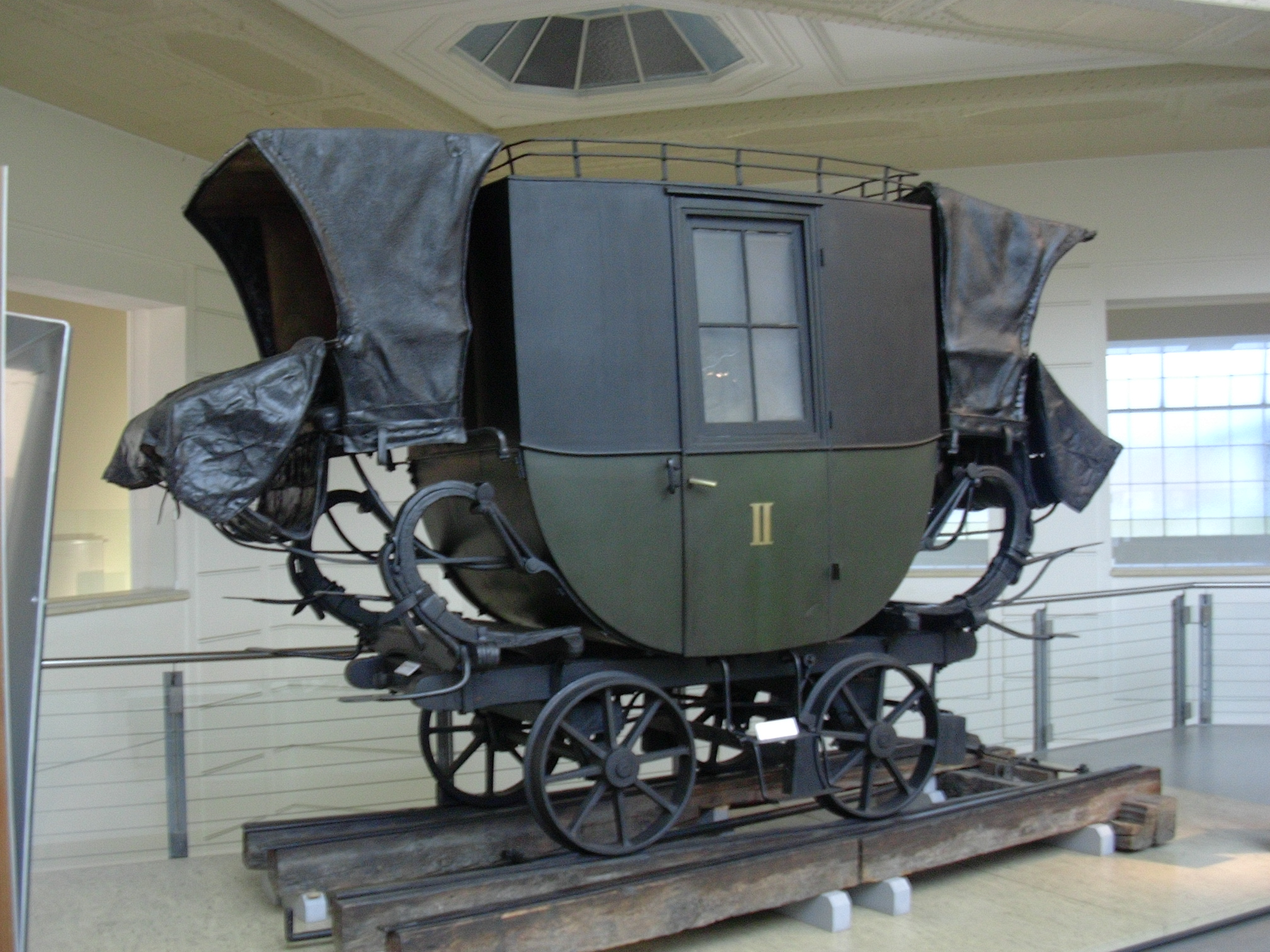
Модель пассажирского вагона 1841 года Hannibal Линцко-Будеёвицкой конно-железной дороги в экспозиции Технического музея Вены. Фото 2007 года

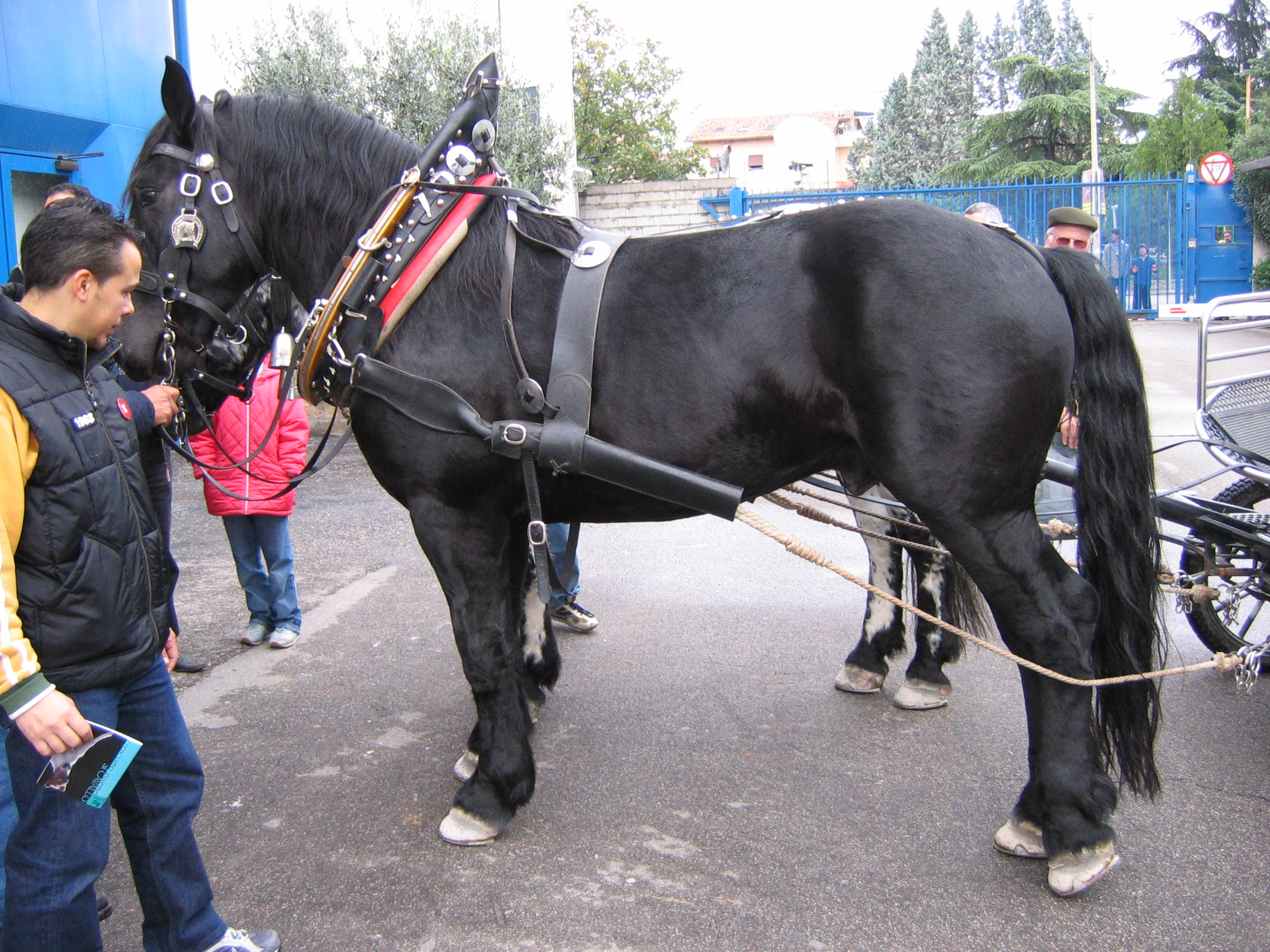
Австрийская лошадь норикийской (пинцгауской) породы

## Перестройка
К моменту начала перевозок этой конкой в Англии и Америке уже пожинали плоды успешной эксплуатации  железных дорог с паровой тягой, а в последующие десятилетия этот новый феномен охватил и остальной мир. "Обществу Западных дорог императрицы Елизаветы", которому в конце шестидесятых годов девятнадцатого века принадлежала эта конка, пришлось приспосабливаться к этим обстоятельствам и начала перестраивать конную  железнодорожную линии на колею 1435 мм для запуска поездов на паровозной тяге. Реконструкция проводилась с 1868 года до зимы 1873 года. Пассажирские перевозки по  этой конно-железной дороге прекратились 12 декабря 1872 года, также был закрыт перегон Вартберг - Линц. 20 декабря 1873 года локомотивы начали перевозки по всей трассе от Будеёвиц до Линца.

## Наследие дороги

#### Наследие дороги в Австрии

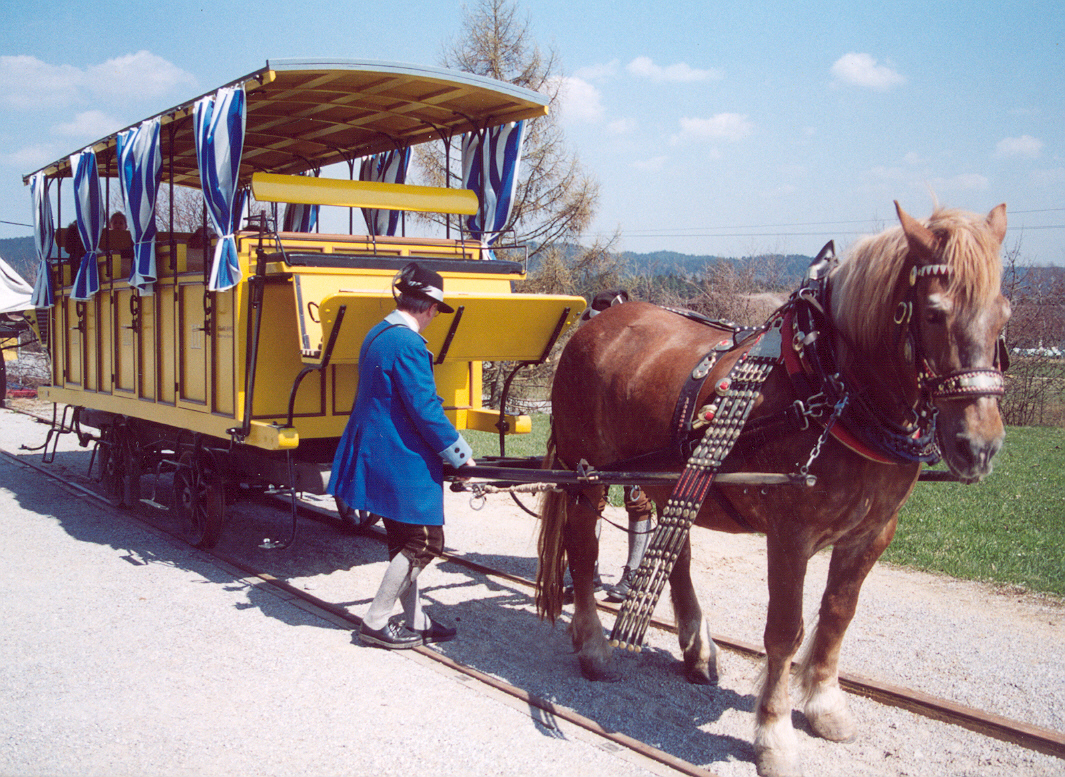
Музейная конная железная дорога в Австрии: воссозданный вагон на восстановленном участке дороги длиной пятьсот метров. Часть местного Музея этой дороги у деревни Кершбаум в окрестностях городка Райнбах-им-Мюлькрайс в округе Фрайштадт в федеральной земле Верхняя Австрия.

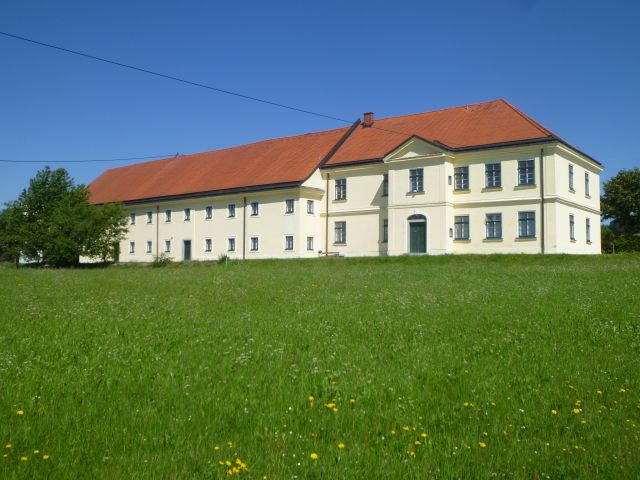
Музей конки - бывший вокзал конной железной дороги в Кершбауме по адресу Кершбаум, дом 61. Объект охраны памятников Австрии (Denkmalgeschütztes Objekt Österreich) номер 37493

Сооружения этой конной железнодорожной линии в Австрии частично сохранились и частично восстановлены. Их можно видеть у деревни Кершбаум и в самой деревне в окрестностях городка Райнбах-им-Мюлькрайс в округе Фрайштадт  в федеральной земле Верхняя Австрия , где есть  восстановленный участок пути длиной  пятьсот метров,  в составе местного Музея конной железной дороги (нем. Pferdeeisenbahnmuseum) .
Музей конки находится в здании ее вокзала (нем. Bahnhof der Pferdeeisenbahn)  в деревне  Кершбаум в доме 61, и это здание входит в список охраняемых памятников в Райнбах-им-Мюлькрайс

#### Наследие дороги в Чехии

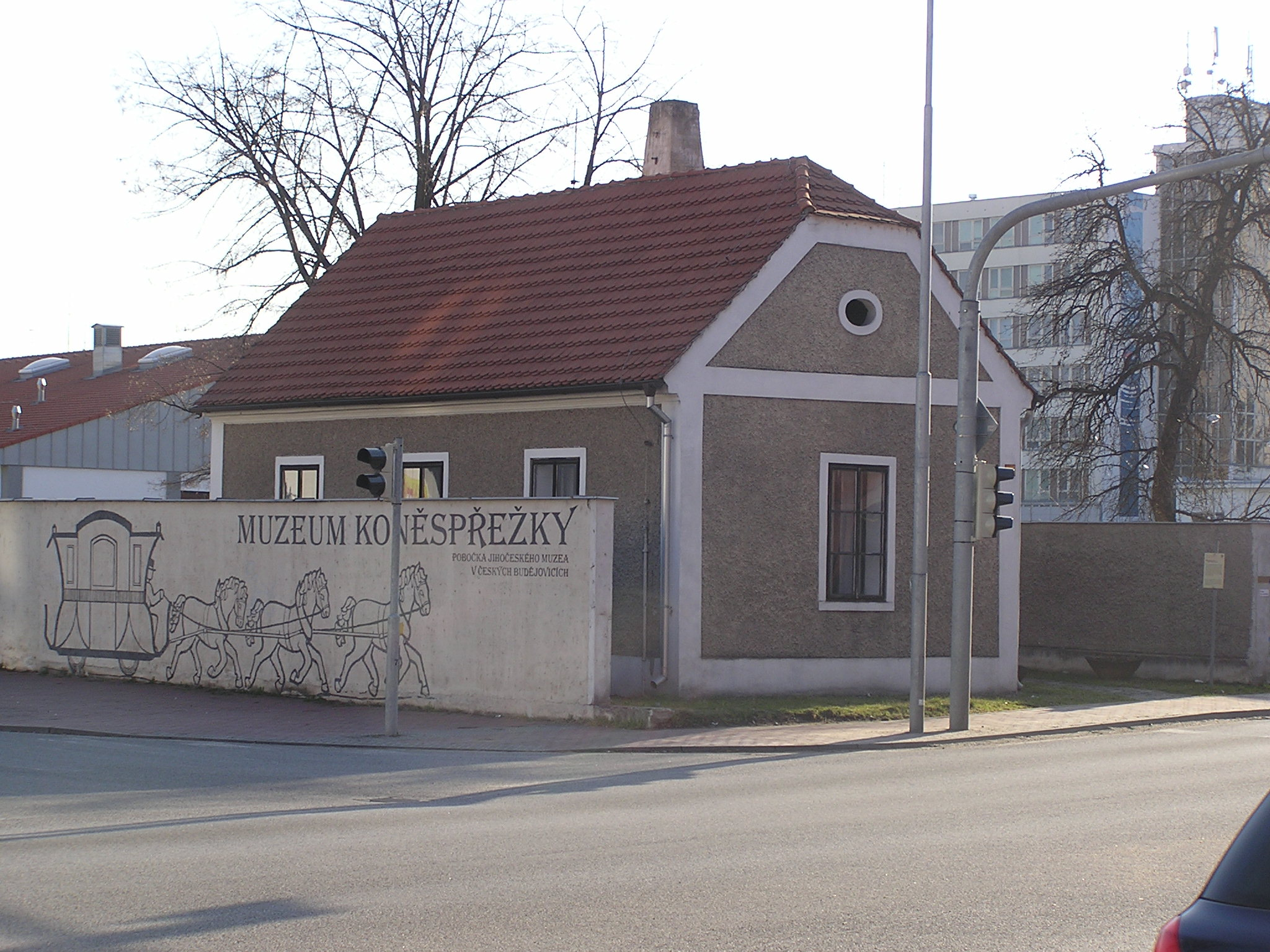
Музей конки в Ческе-Будеевице (Muzeum koněspřežky) Бывший домик смотрителя конной железной дороги на ул. Mánesova, д. 10 в городе Ческе-Будеевице Южно-Чешского края Чехии, филиал Южночешский музей в Ческе-Будеевице

Музей этой конной железной дороги (чеш. Muzeum koněspřežky) есть и в Чехии в Ческе-Будеевице. Это филиал Южно-Чешского музея в Ческе-Будеевице, отражающего историю и культуру Южно-Чешского края Чехии. Бывший домик смотрителя железной дороги (железнодорожная будка) является охраняемым памятником культуры.